# フリーホイーリン・ボブ・ディラン
『フリーホイーリン・ボブ・ディラン』（英: The Freewheelin' Bob Dylan）は、1963年にリリースされたボブ・ディラン2作目のスタジオ・アルバム。ディランを一躍有名にした「風に吹かれて」をはじめ、「北国の少女」、「戦争の親玉」、「はげしい雨が降る」、「くよくよするなよ」他を収録している。
ビルボード・トップ LP's チャートで最高22位、全英アルバム・チャートで1位を記録した。RIAAによりプラチナ・ディスクに認定されている。

## 解説
出世作「風に吹かれて」をはじめ、「戦争の親玉」「第3次世界大戦を語るブルース」などのプロテスト・ソングによって、彼を「フォークの貴公子」として売り出すことに貢献したアルバムである。しかし、そういった時事的問題のみならず、恋愛における内面の矛盾を扱った「くよくよするなよ」や、混沌としたイメージに溢れる「はげしい雨が降る」などもある。
ジャケット写真に一緒に写っているのは、当時のガールフレンドだったスーズ・ロトロ。場所はニュー・ヨークのグリニッジ・ヴィレッジ、ジョーンズ・ストリートが西4番ストリートに突き当たるあたりで、ここから数ヤード離れたアパートに2人は一緒に住んでいた。

## 収録曲
特記なき楽曲は、作詞・作曲: ボブ・ディラン

### Side 1
1. 風に吹かれて - Blowin' in the Wind - 2:48
2. 北国の少女 - Girl from the North Country - 3:22
3. 戦争の親玉 - Masters of War - 4:34
4. ダウン・ザ・ハイウェイ - Down the Highway - 3:27
5. ボブ・ディランのブルース - Bob Dylan's Blues - 2:23
6. はげしい雨が降る - A Hard Rain's a-Gonna Fall - 6:55
7. くよくよするなよ - Don't Think Twice, It's All Right - 3:40

### Side 2
1. ボブ・ディランの夢 - Bob Dylan's Dream - 5:03
2. オックスフォード・タウン - Oxford Town - 1:50
3. 第3次世界大戦を語るブルース - Talking World War III Blues - 6:28
4. コリーナ、コリーナ - Corrina, Corrina - 2:44
  - トラディショナル
5. ワン・モア・チャンス - Honey, Just Allow Me One More Chance - 2:01
  - 作詞・作曲: ディラン、ヘンリー・トマス（Henry Thomas）
6. アイ・シャル・ビー・フリー - I Shall Be Free - 4:49

## パーソネル
- ボブ・ディラン - ギター、ハーモニカ、キーボード、ボーカル
- ブルース・ラングホーン（Bruce Langhorne） - ギター
- ハワード・コリンズ - ギター
- レナード・ギャスキン（Leonard Gaskin） - ベース
- ジョージ・バーンズ（George Barnes） - ベース
- ジーン・ラミー（Gene Ramey） - ダブルベース
- ハーブ・ローヴェル（Herb Lovelle） - ドラムス
- ディック・ウェルストゥッド（Dick Wellstood） - ピアノ
- ジョン・ハモンド - プロデューサー
- トム・ウィルソン - プロデューサー（A2、A3、B1、B3）
- ナット・ヘントフ - ライナー・ノーツ
- ドン・ハンステイン（Don Hunstein） - ジャケット写真

## レコーディング・セッション
1961年11月、ディランはジョン・ハモンドのプロデュースのもと20歳でデビュー・アルバムを録音し、12月、西4番ストリートに借りていたアパートで恋人のスーズ・ロトロと一緒に暮らし始める。1962年1月、音楽出版社リーズ・ミュージック・パブリッシング社の子会社であるダッチェス・ミュージック社と契約。2月、トピカル・ソングを紹介する雑誌『ブロードサイド』誌が創刊された。こうした中でディランは多くの自作曲を作り始める。
レコーディングは、ニューヨークのコロムビア・レコーディング・スタジオにて1962年4月から1963年4月までの1年間に渡り、数回のセッションが断続的に行われた。アルバムには当初『ボブ・ディランズ・ブルース』の仮タイトルがつけられていた。
1962年4月24日録音
- サリー・ギャル - Sally Gal[13]
- ランブリング・ギャンブリング・ウィリー - Rambling Gambling Willie[13]
- ザ・デス・オブ・エメット・ティル - The Death Of Emmett Till
- トーキン・ジョン・バーチ・パラノイド・ブルース - Talkin' John Birch Paranoid Blues、他

1962年4月25日録音
- レット・ミー・ダイ・イン・マイ・フットステップス - Let Me Die in My Footsteps
- トーキン・ハヴァ・ナギラ・ブルース - Talkin' Hava Negeilah Blues
- ベイビー、プリーズ・ドント・ゴー - Baby, Please Don't Go
- トーキン・ベア・マウンテン・ピクニック・マサカー・ブルース - Talkin' Bear Mountain Picnic Massacre Blues、他

6月、ロトロが留学のためにイタリアのペルージャに出発。
1962年7月9日録音
- ベイビー、アイム・イン・ザ・ムード・フォー・ユー - Baby, I'm in the Mood for You
- 風に吹かれて - Blowin' in the Wind
- クイット・ユア・ロウ・ダウン・ウェイズ - Quit Your Low Down Ways
- ワン・モア・チャンス - Honey, Just Allow Me One More Chance
- ダウン・ザ・ハイウェイ - Down the Highway
- ウォリッド・ブルーズ - Worried Blues[13]、他

7月13日、音楽出版社のウィットマーク社と正式に契約。9月22日、オールスター・フーテナニーの一員としてカーネギー・ホールに初出演し「はげしい雨が降る」他を演奏。
1962年10月26日録音
ギターのブルース・ラングホーン、ベースのレナード・ギャスキン、ドラムスのハーブ・ラヴェルらのバック・バンドを導入した初めてのレコーディング。
- コリーナ、コリーナ - Corrina, Corrina （アルバム・バージョン）、他

1962年11月録音
- ゴチャマゼの混乱 - Mixed Up Confusion、他

1962年11月14日録音
- くよくよするなよ - Don't Think Twice, It's All Right
- コリーナ、コリーナ - Corrina, Corrina （シングル・バージョン）
- キングスポート・タウン - Kingsport Town[13]、他

1962年12月6日録音
- ヒーロー・ブルース - Hero Blues
- ワッチャ・ゴナ・ドゥ？ - Whatcha Gonna Do
- オックスフォード・タウン - Oxford Town
- アイ・シャル・ビー・フリー - I Shall Be Free
- はげしい雨が降る - A Hard Rain's a-Gonna Fall、他

12月中旬、イギリスのテレビ・ディレクター、フィリップ・サヴィールに誘われBBCテレビのドラマ『マッドハウス・オン・カッスル・ストリート』に出演するためディランはロンドンに渡り、ドラマの中で「風に吹かれて」他を演奏。またフォーク・クラブの「トゥルバドール」やパブを訪れ、マーティン・カーシーやボブ・ダヴェンポートらロンドンのフォークシンガー達とも交流を持つ。1963年1月、イタリアでツアー中だったオデッタとそれに同行していたアルバート・グロスマンに合流するため、ディランはイギリスからローマに渡る。恋人のロトロと連絡が取れるのではないかと期待していたが、知らない間にロトロはイタリアを発ちニューヨークに戻ってしまっていた。ロンドンに引き返して再びマーティン・カーシーらと会い、1月16日、ニューヨークに戻る。
ディランとロトロは再び一緒に暮らし始め、2月、ジャケット撮影。
1963年4月24日録音
ハモンドからトム・ウィルソンにプロデューサーが交代。
- 北国の少女 - Girl from the North Country
- 戦争の親玉 - Masters of War
- ウォールズ・オブ・レッド・ウィング - Walls of Red Wing[13]
- 第3次世界大戦を語るブルース - Talking World War III Blues
- ボブ・ディランの夢 - Bob Dylan's Dream

アルバムのプロモーション用テスト盤は、12月までのセッションで録音された「レット・ミー・ダイ・イン・マイ・フットステップス」、「ランブリング・ギャンブリング・ウィリー」、「トーキン・ジョン・バーチ・パラノイド・ブルース」等の4曲を含み構成されていた。5月12日、ディランは人気番組『エド・サリヴァン・ショー』への出演が決まるが、テレビ局の幹部が「ジョン・バーチ」の歌詞に難色を示し、演奏内容を変更するよう申し入れたためディランと決裂し、ディランは出演そのものを拒否した。この件の後、アルバムは同曲を含む4曲を4月のセッションのものに差し替えて正式にリリースされている。4月のセッションは次のサード・アルバムのためであるとも考えられているが、『エド・サリヴァン・ショー』の件の前から曲を差し替えることは決定していた可能性もあり、そのために4月のセッションが開かれたともみられている。

## 楽曲
2曲を除き、自身の作詞・作曲とクレジットされているが、一部の楽曲はアメリカやイギリスのトラディショナル・ソングを改作したもの。後に『ナッシュヴィル・スカイライン』（1969年）でジョニー・キャッシュとのデュエットによりセルフ・カヴァーされる「北国の少女」は、ディランがイギリス旅行中に知った「スカボロー・フェア」を元にしている。なお、ディランに「スカボロー・フェア」を教えたフォーク歌手マーティン・カーシーは、後にポール・サイモンにも同曲を教えた。「戦争の親玉」のメロディは、アパラチア民謡「ノッチマン・タウン」が下敷きとなっており、「ワン・モア・チャンス」は1927年にヘンリー・トマスが録音したブルース・ソングを大幅に改作したもの。
「風に吹かれて」
「ダウン・ザ・ハイウェイ」
ディランによるブルース形式の自作曲。ライナー・ノーツでディランは、ブルースについての自分の考えをナット・ヘントフに次のように説明している。「本物のブルース・シンガー達がなぜあのように偉大かというと、彼らは自分が抱えているすべての苦しみを語ることができるからなのです。と同時に外側に立ってそれを見つめることができるのです。そうやって彼らは苦しみに打ち克ってきたのです。」 この曲の歌詞には、イタリアに旅立った恋人の不在の苦しみに言及した一節があるが、ディランの恋人のスーズ・ロトロはレコーディング当時イタリアのペルージャに留学していた。ディランがロトロに送った手紙の中には、この曲の中に「きみがいる」と述べている。
「はげしい雨が降る」
「くよくよするなよ」

## アウトテイク
特記なき楽曲は、作詞・作曲: ボブ・ディラン
| 曲名 | リリース状況 |
| --- | --- |
| ベイビー、アイム・イン・ザ・ムード・フォー・ユー - Baby, I'm in the Mood for You                         | 『バイオグラフ』（1985年） |
| ベイビー、プリーズ・ドント・ゴー - Baby, Please Don't Go （Big Joe Williams）                            | iTunes Exclusive Outtakes From No Direction Home |
| ホリス・ブラウンのバラッド - Ballad of Hollis Brown                                                      | 未発表。デモ録音が『ザ・ウィットマーク・デモ（ブートレッグ・シリーズ第9集）』（2010年）に収録。次作『時代は変る』（1964年）で再録音。 |
| コリーナ、コリーナ - Corrina, Corrina （トラディショナル）                                               | 別テイク。「ゴチャマゼの混乱」（1962年）B面。 |
| ザ・デス・オブ・エメット・ティル - The Death of Emmett Till                                              | 未発表。 1962年5月 WBAI-FM "Broadside Show" での録音がブラインド・ボーイ・グラント名義で『Broadside Ballads, Vol. 6: Broadside Reunion』（Folkways）に、デモ録音が『ザ・ウィットマーク・デモ（ブートレッグ・シリーズ第9集）』（2010年）に収録。 |
| ヒーロー・ブルース - Hero Blues                                                                          | 未発表。デモ録音が『ザ・ウィットマーク・デモ（ブートレッグ・シリーズ第9集）』（2010年）に収録。 |
| Going to New Orleans                                                                                     | 未発表。 |
| (I Heard That) Lonesome Whistle （Hank Williams、Jimmie Davies）                                         | 未発表。 |
| キングスポート・タウン - Kingsport Town                                                                  | 『ブートレッグ・シリーズ第1〜3集』（1991年） |
| レット・ミー・ダイ・イン・マイ・フットステップス - Let Me Die In My Footsteps                            | 『ブートレッグ・シリーズ第1〜3集』（1991年）、一部カット。 |
| Milk Cow's Calf's Blues （ロバート・ジョンソン）                                                         | 未発表。 |
| ゴチャマゼの混乱 - Mixed-Up Confusion                                                                    | モノラル・シングルとしてリリースされたが、早々に回収。ステレオ・バージョンが現行再発盤『バイオグラフ』（1997年）に収録。別テイクのMono Mixが『傑作』（1978年）に、Stereo MIxが初回盤『バイオグラフ』（1985年）に収録。                          |
| クイット・ユア・ロウ・ダウン・ウェイズ - Quit Your Lowdown Ways                                          | 『ブートレッグ・シリーズ第1〜3集』（1991年） |
| ランブリング・ギャンブリング・ウィリー - Rambling, Gambling Willie                                       | 『ブートレッグ・シリーズ第1〜3集』（1991年） |
| Rocks and Gravel                                                                                         | 未発表。ライブ録音が『Live at The Gaslight 1962』（2005年）に収録。 |
| サリー・ギャル - Sally Gal                                                                               | 『ノー・ディレクション・ホーム：ザ・サウンドトラック（ブートレッグ・シリーズ第7集）』（2005年） |
| トーキン・ベア・マウンテン・ピクニック・マサカー・ブルース - Talkin' Bear Mountain Picnic Massacre Blues | 『ブートレッグ・シリーズ第1〜3集』（1991年） |
| トーキン・ハヴァ・ナギラ・ブルース - Talkin' Hava Negiliah Blues                                         | 『ブートレッグ・シリーズ第1〜3集』（1991年） |
| トーキン・ジョン・バーチ・パラノイド・ブルース - Talkin' John Birch Paranoid Blues                       | 未発表。ライブ録音が 『ブートレッグ・シリーズ第1〜3集』（1991年）、『アット・フィルハーモニック・ホール（ブートレッグ・シリーズ第6集）』（2004年）に、デモ録音が『ザ・ウィットマーク・デモ（ブートレッグ・シリーズ第9集）』（2010年）に収録。   |
| ザッツ・オール・ライト - That's All Right (Mama) （Arthur Crudup）                                       | 未発表。 |
| ウォールズ・オブ・レッド・ウィング - Walls of Red Wing                                                   | 『ブートレッグ・シリーズ第1〜3集』（1991年） |
| ワッチャ・ゴナ・ドゥ？ - Whatcha Gonna Do?                                                               | 未発表。デモ録音が『ザ・ウィットマーク・デモ（ブートレッグ・シリーズ第9集）』（2010年）に収録。 |
| Wichita （トラディショナル）                                                                             | 未発表。 |
| ウォリッド・ブルーズ - Worried Blues （トラディショナル）                                                | 『ブートレッグ・シリーズ第1〜3集』（1991年） |

## 反響・評価
1963年5月27日にアルバムはリリースされた。『プレイボーイ』誌6月号には、このアルバムのライナー・ノーツも書いたナット・ヘントフによるフォーク・ミュージックに関しての記事が掲載され、ディランについてもかなりのスペースをさいていた。6月、ピーター・ポール&マリーがカバーした「風に吹かれて」のシングルがリリースされると、最初の2週間だけでも30万枚以上を売り上げる。7月26日から28日、ディランはニューポート・フォーク・フェスティバルに出演。ピート・シーガーやジョーン・バエズと共演し、ピーター・ポール&マリーらと共に「風に吹かれて」を歌って喝采をもって迎えられた。ピーター・ポール&マリーのシングルは、「ミドルロード・シングルズ」で8月3日付から5週連続1位に、8月17日付「Hot 100」で最高の2位を記録した。
『フリーホイーリン』は月に1万枚のペースで売れ、ディランのもとには月に約2,500ドルもの収入が入ってくるようになったという。アルバムは9月7日付『ビルボード』誌の「トップ LP's」チャートに125位で初登場し、9月28日付で最高22位を記録。ピーター・ポール&マリーは次のシングル「くよくよするなよ」をリリースし、10月26日付「Hot 100」で最高9位を記録した。
このアルバムはビートルズにも影響を与えた。パリ公演中だった1964年1月、ジョン・レノンはポール・マッカートニーがフランス人DJから手に入れたこのアルバムで初めてディランを聴き、皆で聴き続けディランに夢中になったと述べている。イギリスではこの年、全英アルバム・チャートで1位を記録した。
アルバムは、アメリカ・レコード協会 RIAA により1970年12月18日にゴールド・ディスク、1999年5月5日にプラチナ・ディスクに認定されている。また2002年、アメリカ議会図書館の「全米録音資料登録簿（National Recording Registry）」50レコーディングの一つに選出された。2003年、『ローリング・ストーン』誌が選んだ「オールタイム・グレイテスト・アルバム500」では、97位にランクされている。

## チャート
| 年     | チャート                    | 最高順位 |
| ------ | --------------------------- | -------- |
| 1963年 | ビルボード・トップ LP's 150 | 22       |
| 1964年 | 全英アルバム・チャート      | 1        |

| 年           | タイトル     | チャート               | 最高順位 |
| ------------ | ------------ | ---------------------- | -------- |
| 1963年       | 風に吹かれて | ビルボード Hot 100     | —        |
|              | 風に吹かれて | 全英シングル・チャート | —        |
| — はランク外 |              |                        |          |

## リリース
アメリカ
| 日付          | レーベル | フォーマット | カタログ番号 | 付記     |
| ------------- | -------- | ------------ | ------------ | -------- |
| 1963年5月27日 | Columbia | LP           | CL 1986      | モノラル |
| 1963年5月27日 | Columbia | LP           | CS 8786      | ステレオ |
|               | Columbia | CD           | CK           |          |

日本
日本でオリジナル通りのジャケット、曲順でリリースされたのは1968年。2004年、紙ジャケCDがオリコン・チャートで最高162位を記録した。
| 日付           | レーベル  | フォーマット | カタログ番号 | 付記                                           |
| -------------- | --------- | ------------ | ------------ | ---------------------------------------------- |
| 1968年         | CBSソニー | LP           | SONP-50181   |                                                |
| 1974年         | CBSソニー | LP           | SOPL-221     |                                                |
| 1976年         | CBSソニー | LP           | 25AP 269     |                                                |
| 1988年11月21日 | CBSソニー | CD           | 25DP 5282    |                                                |
| 1993年9月22日  | ソニー    | CD           | SRCS 6332    | NICE PRICE LINE                                |
| 1997年2月1日   | ソニー    | CD           | SRCS 9240    | SUPER NICE PRICE 1600                          |
| 2003年10月22日 | ソニー    | SACD HYBRID  | MHCP-10001   |                                                |
| 2004年8月18日  | ソニー    | CD           | MHCP-369     | デジタル・リマスター、紙ジャケ、完全生産限定盤 |
| 2005年8月24日  | ソニー    | CD           | MHCP-803     | 2003年デジタル・リマスター、NICE PRICE         |
| 2009年8月26日  | ソニー    | Blu-spec CD  | SICP-20214   |                                                |